# Violet Bent Backwards Over the Grass
Violet Bent Backwards Over the Grass (с англ. — «Вайолет, изогнувшаяся над травой») — первый сборник стихотворений американской певицы Ланы Дель Рей. Изначально планировался к печати в августе 2019 года, перед релизом альбома Norman Fucking Rockwell!; впоследствии дата выхода неоднократно менялась и переносилась на 4 января 2020 года, а затем на февраль. Позднее было объявлено о выпуске сборника как аудиокниги 28 июля 2020 года и в печатном формате нью-йоркским издательством Simon & Schuster 29 сентября. После выхода книга расположилась на 4 месте в списке бестселлеров по версии газеты The New York Times.

## История создания
Некоторые [стихотворения] возникли в голове сразу целиком, я проговорила их, а затем напечатала. Были и те, над которыми пришлось попотеть, подбирая каждое слово, чтобы создать идеальное стихотворение. Они многогранны и откровенны, и не пытаются казаться чем-то иным, поэтому я горжусь ими.
После выпуска пятого альбома Lust for Life в июле 2017 года у Дель Рей начался творческий кризис. Она перестала записывать музыку и работать над проектами в других сферах, но ей «приходили в голову длинные стихотворения»: «Я поняла, что мне есть что сказать через стихи. Странно, но я чувствовала себя как жительница XIX века». В то же время она была удивлена, что во время перерыва «муза» продолжала посещать её: «С тех пор, как я закончила книгу, я осознала, что мои поэтические навыки становятся лучше. Стихотворения всё ещё возникают в моей голове откуда-то из ниоткуда, но я никогда намеренно не сажусь сочинять их — они рождаются во время движения, например, когда я за рулём или гуляю». По словам Ланы, как только её посещало вдохновение, она бросала все прочие дела. Параллельно с сочинением стихов Дель Рей ездила по окрестностям Вернона и Сан-Педро, фотографируя их. К январю следующего года она избавилась от кризиса и во время ковровой дорожки 60-й церемонии «Грэмми» сообщила журналистам о начале записи нового лонгплея.
18 сентября 2018 года на радио Beats 1 состоялась премьера трека «Venice Bitch» с Norman Fucking Rockwell!, после которой певица сообщила о выпуске сборника стихов: «Ещё три недели назад я думала, что никогда не опубликую его. <…> Сейчас у меня есть 13 стихотворений, которые я постепенно переплетаю, думая: „Вау, эти страницы так классно сходятся“. Легко сочинять хайку, они состоят лишь из 3 строчек, так что 200 написанных слов могут выйти на 30 страниц. И действительно, может получиться настоящая книга! Я бы хотела сама опубликовать её, но у меня нет опыта в дистрибуции». В начале января 2019 года певица сообщила об окончании работы над сборником, длившейся 13 месяцев, и пообещала вскоре выпустить его. 4 сентября 2019 года Лана впервые прочла заглавное и первое написанное для книги стихотворение в трансляции Instagram: «И я заметила Вайолет, / Изогнувшуюся над травой, / Семилетку, сжимавшую одуванчики / Своей рукой».

## Выпуск
Спустя год после первого известия о книге, в сентябре 2019 года, Дель Рей провела трансляцию в Instagram, сообщив, что название сборника осталось прежним, но она думает записать его как аудиокнигу. 20 декабря Лана объявила о выходе сборника в аудио-формате 4 января 2020 года, поскольку растиражировать книгу в печатном формате «оказалось не так просто». Она также отметила, что половина средств от продаж пойдёт на поддержку организаций, отстаивающих права коренных народов Соединённых Штатов и занимающихся сохранением их земель; среди таких Navajo Water Project, их цель — собрать миллион долларов в 2020 году, чтобы обеспечить 230 семьям навахо из Нью-Мексико, Юты и Аризоны доступ к водопроводам и электростанциям. Певице понравилась идея «бесценности мыслей, ими нужно делиться», поэтому изначально цена сборника составляла 1 доллар.
4 января выпуск аудиокниги так и не состоялся; в тот же день Дель Рей опубликовала в Twitter следующее: «Я потяну с выпуском Violet ещё месяц, поскольку мы потеряли около девяти дней [вероятно, речь идёт о поездке на Гавайи], когда всё шло прекрасно — это интересный проект и я рассчитываю закончить его». Тем не менее, выход аудиокниги в феврале так и не состоялся. 11 апреля 2020 года Лана нарушила молчание и опубликовала созданную лос-анджелесской художницей Эрикой Ли Сирс обложку со спелыми апельсинами на дереве, — в Vogue отметили влияние картин Дэвида Хокни, — таким образом подтвердив издание сборника в аудио-формате.
21 мая 2020 года Дель Рей сообщила, что планирует выпустить Violet Bent Backwards Over the Grass до Chemtrails Over the Country Club. Однако, на этот раз было сообщено о печатном издании Violet, подготовкой которого занялось нью-йоркское издательство Simon & Schuster. 8 июля был открыт предзаказ как на аудиокнигу, так и на печатное издание Violet. Хотя в цифровом формате аудиокнига вышла 28 июля, издание её на физических носителях (компакт-диски, винил и кассеты) состоялось 2 октября. 29 сентября книга поступила в продажу; она содержит более 30 стихотворений на 128 страницах. По информации из электронной рассылки для поклонников, в книге присутствуют фотографии, сделанные Дель Рей, а также оригинальные страницы, напечатанные Дель Рей на пишущей машинке во время работы над сборником.

## Альбом

### Список аудиодорожек
Аудиокнига включает 14 стихотворений с авторским прочтением; аккомпанемент — Джек Антонофф.
| №                   | Название                                                                      | Перевод названия                                           | Длительность |
| ------------------- | ----------------------------------------------------------------------------- | ---------------------------------------------------------- | ------------ |
| 1.                  | «LA Who Am I to Love You»                                                     | «Лос-Анджелес, кто я такая, чтобы любить тебя?»            |              |
| 2.                  | «The Land of 1,000 Fires»                                                     | «Земля тысячи огней»                                       |              |
| 3.                  | «Violet Bent Backwards Over the Grass»                                        | «Вайолет, изогнувшаяся над травой»                         |              |
| 4.                  | «Past the Bushes Cypress Thriving»                                            | «Мимо цветущих кустов кипариса»                            |              |
| 5.                  | «Salamander»                                                                  | «Саламандра»                                               |              |
| 6.                  | «Never to Heaven»                                                             | «„Никогда“ небесам»                                        |              |
| 7.                  | «Sportcruiser»                                                                | «Спортивная яхта»                                          |              |
| 8.                  | «Tessa DiPietro»                                                              | «Тесса Дипьетро»                                           |              |
| 9.                  | «Quiet Waiter Blue Forever»                                                   | «Тихий официант всегда грустен»                            |              |
| 10.                 | «What Happened When I Left You»                                               | «Что произошло, когда я оставила тебя»                     |              |
| 11.                 | «Happy»                                                                       | «Счастливые»                                               |              |
| 12.                 | «My Bedroom Is a Sacred Place Now — There Are Children at the Foot of My Bed» | «Моя спальня сейчас как святыня — Дети у подножья кровати» |              |
| 13.                 | «Paradise Is Very Fragile»                                                    | «Рай весьма хрупок»                                        |              |
| 14.                 | «Bare Feet on Linoleum»                                                       | «Босыми ногами по линолеуму»                               |              |
| Общая длительность: | Общая длительность:                                                           | Общая длительность:                                        | 33:00        |

### Позиции в чартах
| Чарт (2020)                       | Высшая позиция |
| --------------------------------- | -------------- |
| Шотландия (Scottish Albums Chart) | 11             |
| Великобритания (UK Albums Chart)  | 25             |

## Тематика и художественные особенности
Первым произведением, вдохновившим Дель Рей на сочинение стихов, стала поэма «Вопль» битника Аллена Гинзберга — это произошло в 15 лет, когда девушка училась в 10 классе: «[Эта поэма] пронзила меня как ничто иное в то время. Конечно, тогда у меня не было явного желания писать стихи, но, думаю, я всё же нашла свою нишу». Иным источников вдохновения были работы Сильвии Плат (её именем изначально называлась песня Ланы «hope is a dangerous thing for a woman like me to have — but i have it») и сборник «Листья травы» Уолта Уитмена, содержащий стихотворение «Я пою о теле электрическом», однажды вдохновившее Лану на написание «Body Electric» с Paradise (2012). В поэме «Тихий официант всегда грустен» (англ. Quiet Waiter Blue Forever) упоминаются полуавтобиогарфические романы Генри Миллера «Тропик Рака» и «Тропик Козерога». Работая над сборником стихотворений, Дель Рей больше вдохновлялась биографиями авторов вроде Фрэнсиса С. Фицджеральда и Джона Стейнбека, нежели их произведениями и тем более стихотворениями других поэтов.

## Продвижение

Акварельная иллюстрация стихотворения «Счастливые» авторства Дель Рей

Первым стихотворением, которым Дель Рей поделилась в Instagram, 20 февраля 2019 года, стало «Счастливые» (англ. Happy). 11 апреля 2020 года певица опубликовала в Instagram отрывок записанной в студии версии стихотворения с наложенной поверх музыкой Джека Антонофф. 6 марта 2019 года певица опубликовала поэму «Тихий официант — всегда грустен» (англ. Quiet Waiter — Blue Forever) и три хайку — «Аромат жасмина» (англ. Jasmine in the air), «Ты в мягком свете» (англ. You in the soft light) и «Интересно, это…» (англ. Wondering if it’s). 25 марта она поделилась стихотворением «Земля тысячи огней» (англ. The Land of 1000 Fires).
Через месяц, 11 апреля, Дель Рей опубликовала поэму «„Никогда“ небесам» (англ. Never to Heaven), повествующую о её отношениях с неким Джо, с которым она хочет быть наравне, а через два дня — стихотворение «Мимо цветущих кустов кипариса» (англ. Past the bushes cypress thriving) и три хайку — «Я люблю тебя» (англ. I love u), «У тебя может быть жизнь за пределами твоих самых смелых фантазий» (англ. You can have a life beyond your wildest dreams) и «Измеряя жизнь днями, проведёнными без тебя» (англ. I measure time by the days I’ve spent away from you), — которые, вероятно, явились «вольными строчками», упомянутыми Дель Рей в интервью для Q в октябре 2019 года.
В июне 2019 года итальянский Vogue поместил исполнительницу на обложку нового выпуска, фотографии для которого были сделаны Стивеном Кляйном, в сопровождении с ранее не опубликованным стихотворением из сборника — «Босыми ногами по линолеуму» (англ. Bare feet on linoleum). В нём Дель Рей «говорит об ограничениях, которые, с ходом истории, были наложены на женщин» и упоминает Сильвию Плат. 14 августа певица поделилась в Instagram авторским прочтением стихотворения «Что произошло, когда я оставила тебя» (англ. What happened when I left you). 3 сентября, после выпуска альбома Norman Fucking Rockwell!, Дель Рей прочла заглавную поэму сборника в прямом эфире в Instagram.

## Переводы
Сборник был переведён на испанский язык поэтессой Эльвирой Састре и опубликован 31 марта 2021 года издательством Libros Cúpula под названием Violet hace el puente sobre la hierba (с исп. — «Вайолет делает мостик на траве»). Позднее книга публиковалась в польском и шведском переводах; к концу 2021 года ожидаются в итальянском и французском.
Сборник также был переведен на русский язык кандидатом филологических наук Светланой Герасимовой. Книга поступила в продажу в мае 2023 года под издательством «Манн, Иванов и Фербер».

## Содержания

### Стихотворения
1. «Violet Bent Backwards Over the Grass» (рус. Вайолет, изогнувшаяся над травой)
2. «Bare feet on linoleum» (рус. Босыми ногами по линолеуму)
3. «What happened when I left you» (рус. Что произошло, когда я оставила тебя)
4. «LA Who am I to Love You?» (рус. Лос-Анджелес, кто я такая, чтобы любить тебя?)
5. «The Land of 1000 fires» (рус. Земля тысячи огней)
6. «Never to Heaven» (рус. «Никогда» небесам)[~ 2]
7. «Tessa DiPietro» (рус. Тесса Дипьетро)
8. «Past the bushes Cypress thriving» (рус. Мимо цветущих кустов кипариса)
9. «SportCruiser» (рус. Спортивная яхта)
10. «Quite Waiter Blue Forever» (рус. Тихий официант всегда грустен)[~ 2]
11. «My bedroom is a sacred place now — There are children at the foot of my bed» (рус. Моя спальня сейчас как святыня — Дети у подножья кровати)
12. «In the hills of Benedict Canyon» (рус. В холмах Бенедикт-Кэньон)
13. «happy» (рус. счастливые)
14. «Sugarfish»[~ 3]
15. «ringtone» (рус. рингтон)
16. «In the flats of Melrose» (рус. В квартирах Мелроза)
17. «Thanks to the Locals» (рус. Благодаря Местным)
18. «Paradise is Very Fragile» (рус. Рай весьма хрупок)
19. «Salamander» (рус. Саламандра)

### Моностихи
1. «I measure time by the days I’ve spent away from you» (рус. Измеряя жизнь днями, проведёнными без тебя)
2. «You’re only as happy as your least happy child» (рус. Ты счастлив так же, как и твой наименее счастливый ребёнок)
3. «I’m writing my future» (рус. Я пишу своё будущее)
4. «The universe exists because we are aware of it» (рус. Вселенная существует потому, что мы знаем о ней)
5. «I love u» (рус. Я люблю тебя…)
6. «You can have a life beyond your wildest dreams» (рус. У тебя может быть жизнь за пределами самых смелых фантазий)

### Хайку
1. «Jasmine in the air» (рус. Аромат джасмина в воздухе)
2. «You in the soft light» (рус. Ты в мягком свете)
3. «Wondering if it’s» (рус. Интересно, это…)
4. «Every night I die» (рус. Каждую ночь я умираю…)
5. «Poets— like comics» (рус. Поэты — как комики)
6. «I stepped on a bird» (рус. Я наступила на птицу…)
7. «Baby let’s go to town» (рус. Любимый, давай поедем в город…)
8. «No big decisions» (рус. Никаких важных решений…)
9. «Open the front door» (рус. Открываю входную дверь)